# Gottfried Schulz (Mediziner)
Gottfried Schulz (* 10. August 1669 in Altenburg/Thüringen; † 1719 in Schmölln) war Stadtarzt in Schmölln und Mitglied der Gelehrtenakademie „Leopoldina“.
Gottfried Schulz, auch Gottofredus Schulzius, war Respondent an den Universitäten Erfurt und Jena. Er war Stadtphysicus in Schmölln bei Meissen. Hier sind seine Wirkungsdaten im Jahr 1693 belegt.
Am 16. September 1694 wurde Gottfried Schulz mit dem Beinamen ARCHELAUS (andere Quellen sprechen von ACHELAUS) als Mitglied (Matrikel-Nr. 209) in die Leopoldina aufgenommen.

## Publikationen
- mit Petri von Hartenfels, Georg Christoph: Disputatio Inauguralis Medica, De Strangulatione à Vaporibus Externis, 1693. Digitalisat
- mit Jakob Wolf: Dissertatio Medica De Crusta Lactea, Vulgo Vom Ansprunge, 1693. Digitalisat